# -krati
Det svenska efterledet -krati betyder form av regering eller styre. Ordet härrör sig från grekiskans kratein, "styra, härska".
Ord med det här efterledet är bland andra:
- Aristokrati
  - Bördsaristokrati
- Autokrati
- Byråkrati
- Demokrati
  - Socialdemokrati
  - Folkdemokrati
- Gerontokrati
- Hierokrati
- Kakistokrati
- Kleptokrati
- Meritokrati
- Mittokrati
- Nekrokrati
- Oklokrati
- Plutokrati
- Pornokrati
- Stratokrati
- Teknokrati
- Teokrati
- Timokrati
- Xenokrati